# Hochdecker (Flugzeug)

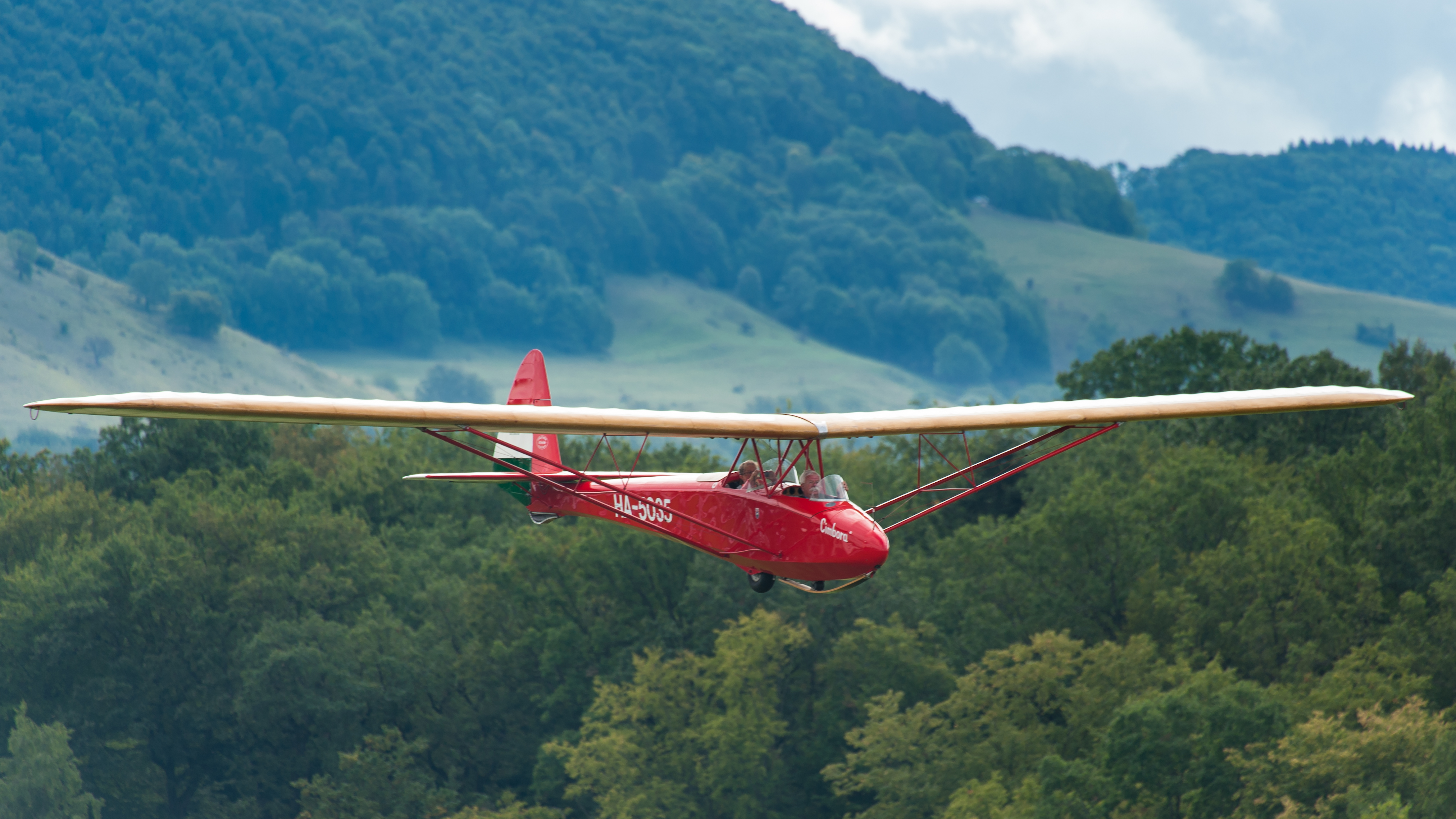
Segelflugzeug Rubik R11B Cimbora mit einer Hochdeckerkonstruktion

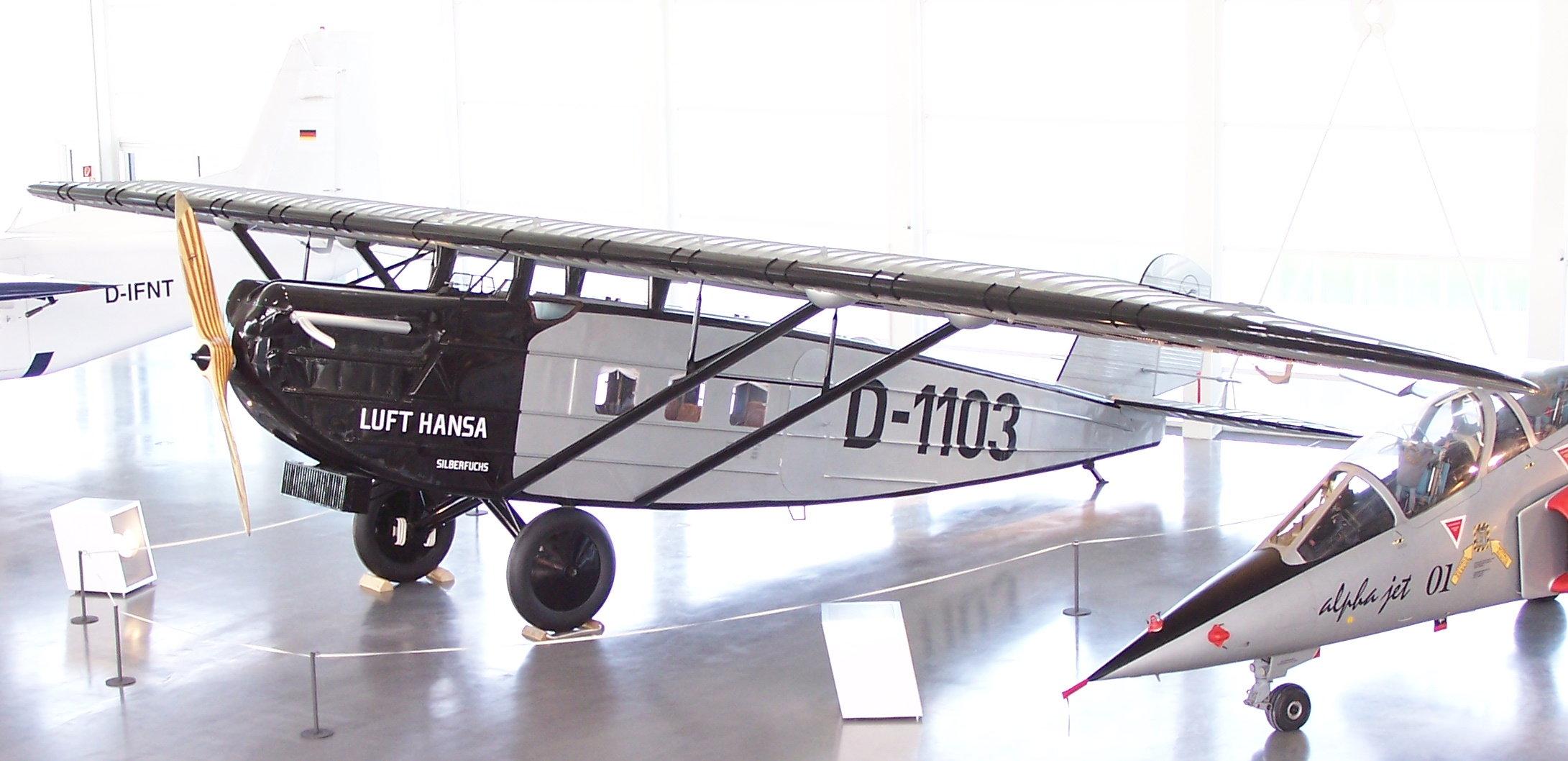
Hochdecker Dornier Merkur

Als Hochdecker, auch Schirmeindecker oder Parasol, wird ein Flugzeug bezeichnet, bei dem der Tragflügel über der Rumpfoberkante angebracht ist. Im Normalfall ist die Tragfläche nur über Streben mit dem Rumpf verbunden. Bei einigen Ausführungen (z. B. Grunau Baby) sind die Hauptspanten des Rumpfes nach oben zu einem Pylon oder Baldachin verlängert, an dem die Tragflächen mit dem Rumpf verbunden sind. Jedoch sind auch hierbei oftmals zusätzlich seitliche Streben vorhanden. Eine Hochdeckerkonstruktion mit verspanntem Tragflügel wird auch als Parasol (Schirm oder Sonnenschirm) bezeichnet.
Im Kurvenflug behindern die hoch angebrachten Flächen der Hochdecker die Sicht des Piloten zur Kurveninnenseite. Andererseits ist die Erdsicht aus einem Hochdecker besser als die aus einem Tiefdecker.
Beim Landen wirkt sich der Bodeneffekt weniger stark aus. Dadurch ist beim Landeanflug ein längeres Ausschweben vor dem Aufsetzen nicht erforderlich.